# 비미스
비미스(독일어: Wimmis)는 스위스 베른주의 프루티겐-니더지멘탈구에 있는 자치체이다.

## 역사

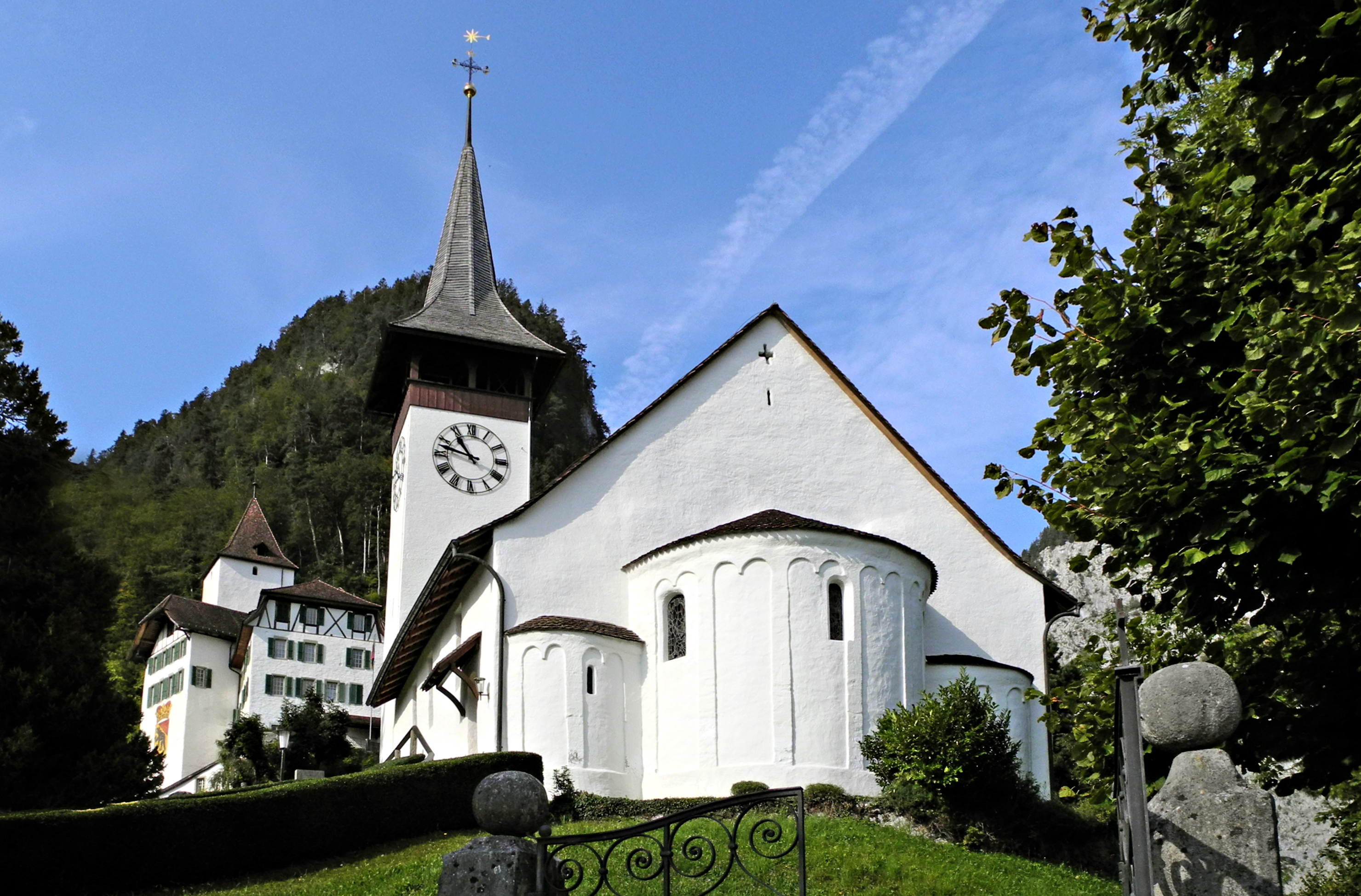
비미스 교회와 성

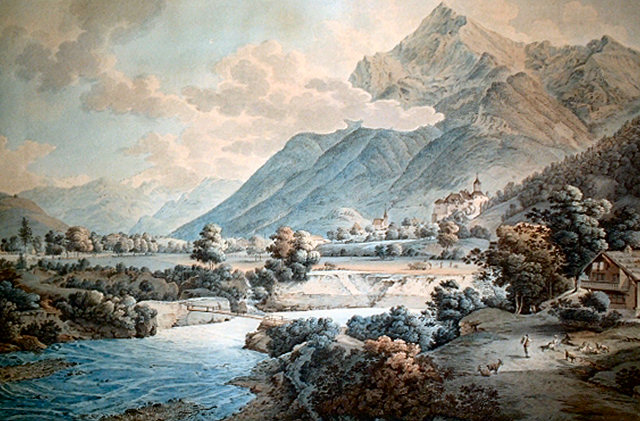
스위스 화가 루드비히 아벨리(1723-1786)가 새긴 1783년경 니젠산과 비미스 조각

비미스는 994년에 Windemis로 처음 언급되었다.
비미스에서 가장 오래된 정착지의 흔적으로는 치엔베르크의 중석기 및 청동기 시대 정착지와 핀텔의 청동기 시대 및 중세 시대 정착지가 있다. 엥펠트에서 로마 시대 유물이, 테거슈타인에서 고르디아누스 3세 동상이 발견되었다. 이 지역은 중세 시대에도 여전히 사람이 거주했으며, 994년 오토 3세 왕은 비미스에 있는 자신의 영지를 젤츠 수도원에 양도했다.
12세기 또는 13세기에 비미스의 영주 또는 슈트레틀리겐은 마을 위에 비미스성을 지었다. 두 가문의 정확한 관계는 불분명하지만 비미스 가문은 13세기 중반에 멸족되었고, 1260년에는 폰 슈트레틀리겐 남작이 비미스성과 주변 땅을 소유했다. 몇년 후 성과 토지는 폰 바이센부르 남작의 광범위한 소유에 통합되었다. 다음 몇년 동안, 성의 기슭에 있는 마을은 1298년과 1334년에 베르네 군대에 의해 두 번 공격을 받고 불탔고, 1334년에는 성이 공격을 받아 함락되었다. 전쟁이 끝난 후, 폰 바이센부르크의 프리드리히 요한은 베른과 조약을 맺을 수밖에 없었다. 성과 주변 영지는 1368년에 폰 브란디스 남작이 유산을 상속받았다. 그러나 1398년에 그는 재산의 절반을 폰 샤르나흐탈 가문에 팔았고, 1437년에 나머지 절반을 그들에게 팔았다. 폰 샤르나흐탈 가문은 베른이 1449년에 다시 사들일 때까지 성과 영지를 보유했다.
성 마르틴의 성 교회는 슈트레틀리거 연대기에서 툰 호수를 둘러싼 12개의 교회 중 하나로 1228년에 처음 언급되었다. 성 교회는 7세기 또는 8세기 이전의 교회 자리에 10세기에 지어졌다. 그것은 14세기에 그리고 15세기에 다시 확장되었다. 벽화는 15세기 확장에서 나온 것이다. 1527년에 전체 니더지멘탈과 함께 개신교 종교 개혁의 새로운 신앙으로 개종했다.
베른의 통치하에 성은 니더지멘탈 지구의 중심이 되었다. 17세기와 18세기 동안 성은 여러 단계를 거쳐 현재의 모습으로 확장되었다. 1708년, 성시에서 화재가 발생하여 성 주변의 거처 전체가 파괴되었다. 성시가 버려지고 현재의 성곽 정원이 그 자리에 심어졌다. 1803년 중재법 이후 성은 새로운 니더지멘탈 지역의 중심지가 되었다. 1967년 구청은 현대식 사옥으로 이전했지만, 지방법원은 성 안에 남아 있었다. 2010년에 베른주의 행정 구조가 변경되었다. 법원은 비미스에서 툰으로 옮겨졌고, 성은 지자체에 양도되었다.
지멘탈 입구에 있는 비미스의 위치는 이곳을 중요한 지역 무역 센터로 만들었다. 1815년 지멘탈 도로가 건설되면서 비미스를 통해 더 많은 차량이 이동할 수 있게 되었다. 1859년에 마을 학교가 문을 열었다. 1870년대에는 허브가 슈피츠로 옮겨지기 전에 철도 허브로 구상되었다. 1897년과 1902년 사이에 슈피츠-츠바이지멘 철도가 마을을 지나 비미스와 아이펠트에 역을 건설했다. 철도는 공장이 비미스로 이전하는 데 도움이 되었다. 1919년 스위스 군대는 비미스에 연방 화약 공장을 설립했다. 1990년대에 니트로케미 비미스가 되었으며, 무연 분말, 폭발물 및 산업용 화학 물질을 생산할 뿐만 아니라 세계 최대의 제지 탈산성 시설이다.
냉전 기간 동안 스위스 군대는 핵무기 프로그램의 일환으로 비미스에 우라늄 저장고를 유지했다.

## 지리

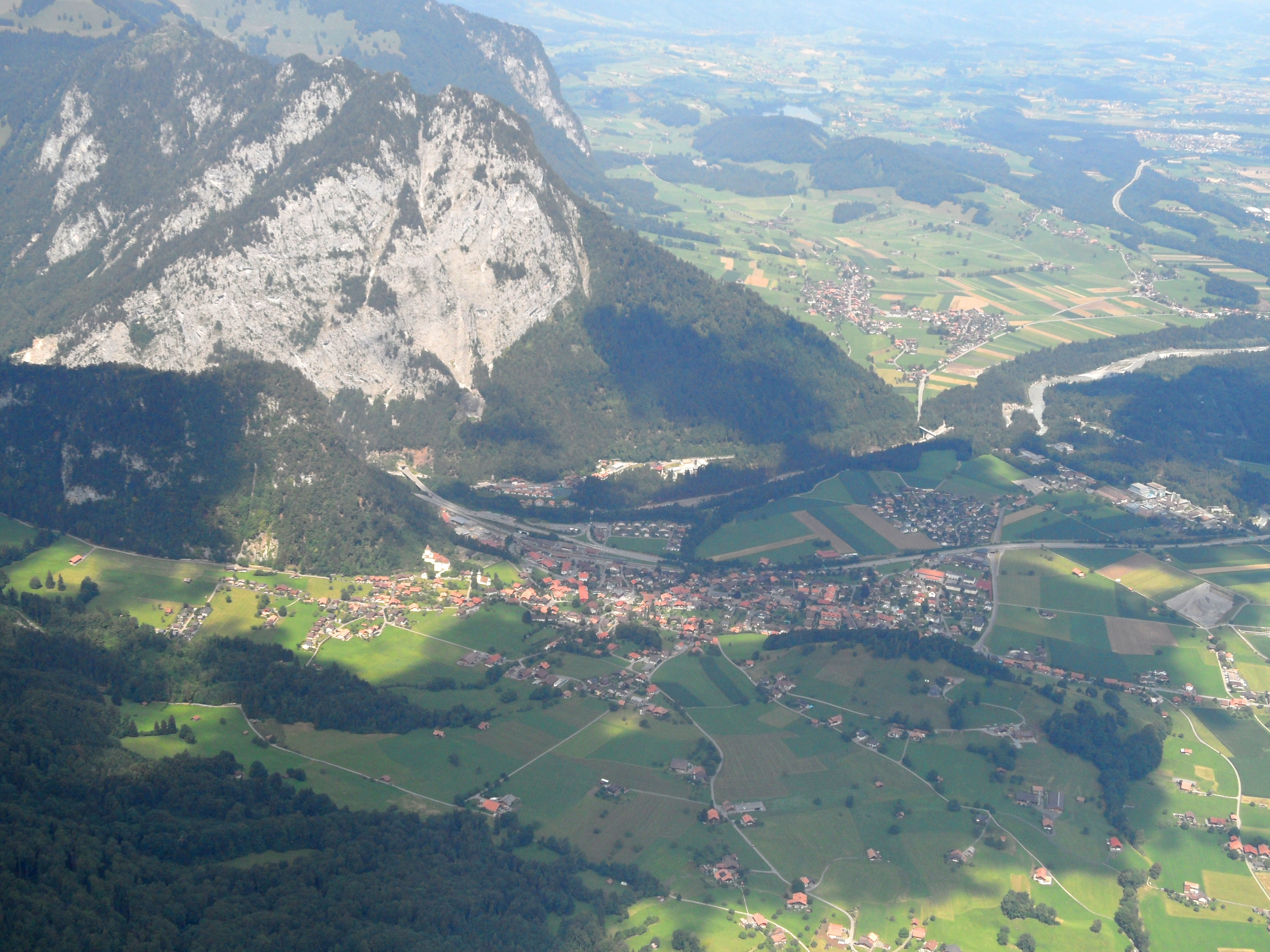
비미스 공중뷰

비미스는 지멘탈 입구의 지멘플루강과 부르크플루강 사이에 있다. 시 경계는 니젠산의 측면을 2,362m의 정상까지 뻗어 있다. 비미스 마을과 오버도르프, 브로드휘지, 하슬리 및 브루크홀츠의 정착지로 구성되어 있다.
시정촌의 면적은 22.35k㎡이다. 2012년 기준으로 총 6.46k㎡ (28.9%)가 농업용으로 사용되며, 10.5k㎡ (47.0%)가 산림이다. 나머지 시정촌은 1.71k㎡ (7.7%)가 정착(건물 또는 도로), 0.35k㎡ (1.6%)가 강 또는 호수이고, 3.31k㎡ (14.8%)는 비생산적인 토지이다.
같은 해 산업 건물은 전체 면적의 1.6%, 주택과 건물은 2.8%, 교통 기반 시설은 2.0%를 차지했다. 전력과 수자원 기반 시설 및 기타 특별 개발 지역이 면적의 1.1%를 구성 전체 토지 면적의 총 43.3%는 삼림이 무성하고, 2.4%는 과수원 또는 작은 나무 군락으로 덮여 있다. 농경지 중 5.4%는 작물 재배에 사용되며, 14.9%는 목초지, 8.1%는 고산 목초지에 사용된다. 시정촌의 모든 물은 흐르는 물이다. 비생산적인 지역 중 8.2%는 비생산적인 초목이고, 6.7%는 초목이 자라기에는 너무 암석이 많은 지역이다.
2009년 12월 31일에 시정촌의 이전 구역인 니더지멘탈군이 해산되었다. 다음 날 2010년 1월 1일에 새로 생성된 프루티겐-니더지멘탈구에 합류했다.

## 인구통계

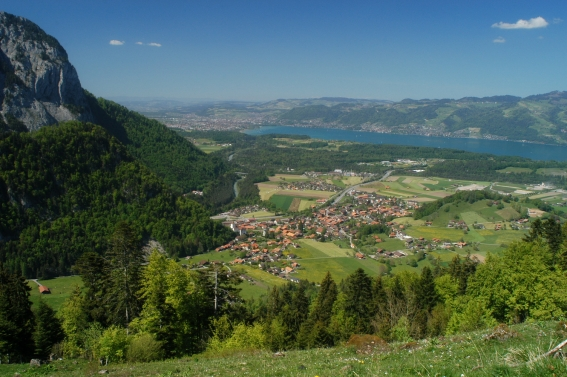
니젠산에서 본 비미스 마을

2020년 12월 기준, 비미스의 인구는 2,609명이다. 2010년 기준으로 인구의 8.4%가 거주하는 외국인이다. 2001년부터 2011년까지 지난 10년 동안 인구는 3%의 비율로 변경되었다. 이민은 2.1%, 출생과 사망은 0.4%를 차지했다.
2000년 기준, 인구 대부분인 2,223명(96.1%)이 독일어를 모국어로 사용하고, 세르보크로아티아어가 27명(1.2%)으로 두 번째로 많이 사용하고, 프랑스어가 15명(0.6%)으로 세 번째로 사용된다. 이탈리아어를 할 줄 아는 15명과 로만슈어를 할 줄 아는 사람이 3명 있다.
2008년 기준으로 인구는 남성 51.4%, 여성 48.6%이다. 인구는 1,116명의 스위스 남성(인구의 46.7%)과 112명(4.7%)의 비스위스계 남성으로 구성되었다. 스위스 여성은 1,074명(44.9%), 비스위스계 여성은 89명(3.7%)이었다. 시정촌 인구 중 714명(약 30.9%)이 윔미스에서 태어나 2000년에 그곳에 살았다. 같은 주에서 태어난 1,067명(46.1%)이 있었고, 288명(12.4%)이 스위스 다른 곳에서 태어났다. 171 또는 7.4%가 스위스 이외의 지역에서 태어났다.
2011년 기준으로 아동·청소년(0~19세)이 22.1%, 성인(20~64세)이 60.2%, 노인(64세 이상)이 17.7%를 차지한다.
2000년 기준으로 시정촌에는 미혼이거나, 독신인 사람이 943명 있다. 기혼자는 1,134명, 미망인은 137명, 이혼한 사람은 100명이었다.
2010년 기준 1인 가구는 322가구, 5인 이상 가구는 67가구이다. 2000년 기준으로 영구임대된 아파트는 총 916채(전체의 88.8%)였으며, 성수기인 아파트는 82채(8.0%), 공실은 33채(3.2%)였다. 2010년 기준 신규주택 건설률은 인구 1,000명당 7.1세대였다. 2012년 시정촌 공실률은 0.58%였다. 2011년에 단독 주택은 시정촌 전체 주택의 51.3%를 차지했다.

역사적 인구는 다음 차트에 나와 있다.

## 국가중요문화재
비미스 마을 교회, 레치 슈피시 요새와 비미스성은 국가적으로 중요한 스위스 문화 유산으로 등재되어 있다. 비미스의 전체 마을은 스위스 유산 목록의 일부이다.
세인트 마틴의 마을 교회는 초기 중세 교회 자리에 세워졌다. 어퍼 부르고뉴 왕국에서는 요새화된 사유지가 교회 근처에 지어졌고, 지역 행정 중심지가 되었다. 9세기 경에 초대 교회는 더 넓은 통로가 있는 새 건물로 교체되었다. 994년 오토 3세는 비미스에 있는 자신의 영지와 교회를 셀츠 수도원에 양도했다. 1228년 슈트레틀리거 연대기에는 12개의 툰 호수 교회 중 하나로 기록되었다. 13세기에 화재로 지붕이 파괴되었지만 빠르게 교체되었다. 1450년에 통로가 없는 교회로 개조되었으며, 벽화는 15세기의 것이다. 북서쪽 모퉁이에는 갈보리로 가는 행렬의 그림이 있다. 그리고 십자가에서 못 박히심과 강하의 파편. 교회는 1527년에 개혁 신앙으로 개종했다. 강단은 1672년에 건축되었고 세례반은 1552년에 조각되었다.
레치 슈피시 요새는 성에서 남서쪽으로 약 1km 떨어진 곳에 폰 바이센부르크 남작에 의해 건설되었다. 니더지멘탈 입구를 방어하기 위해 건설되었다.
성은 12세기 또는 13세기 경에 이전에 요새화된 부지나 그 근처에 지어졌다. 그것은 폰 슈트레틀리겐 남작과 폰 바이센부르크 남작이 소유했다. 1334년에 도시와 성은 베르네 군대에 의해 공격을 받고 점령되었다. 1449년 베른은 현재 소유주인 폰 샤르나흐탈 가문으로부터 그것을 샀다. 베른의 통치하에 성은 니더지멘탈 지구의 중심이 되었다. 17세기와 18세기 동안 성은 여러 단계를 거쳐 현재의 모습으로 확장되었다. 1803년 중재법 이후 성은 새로운 니더지멘탈구의 중심지가 되었다. 1967년 구청은 현대식 사옥으로 이전했지만, 지방법원은 성 안에 남아 있었다. 2010년에 베른주의 행정 구조가 변경되었다.

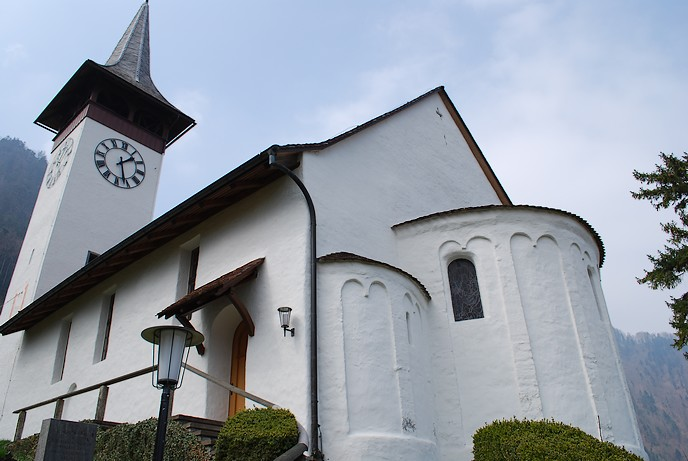
마을 교회
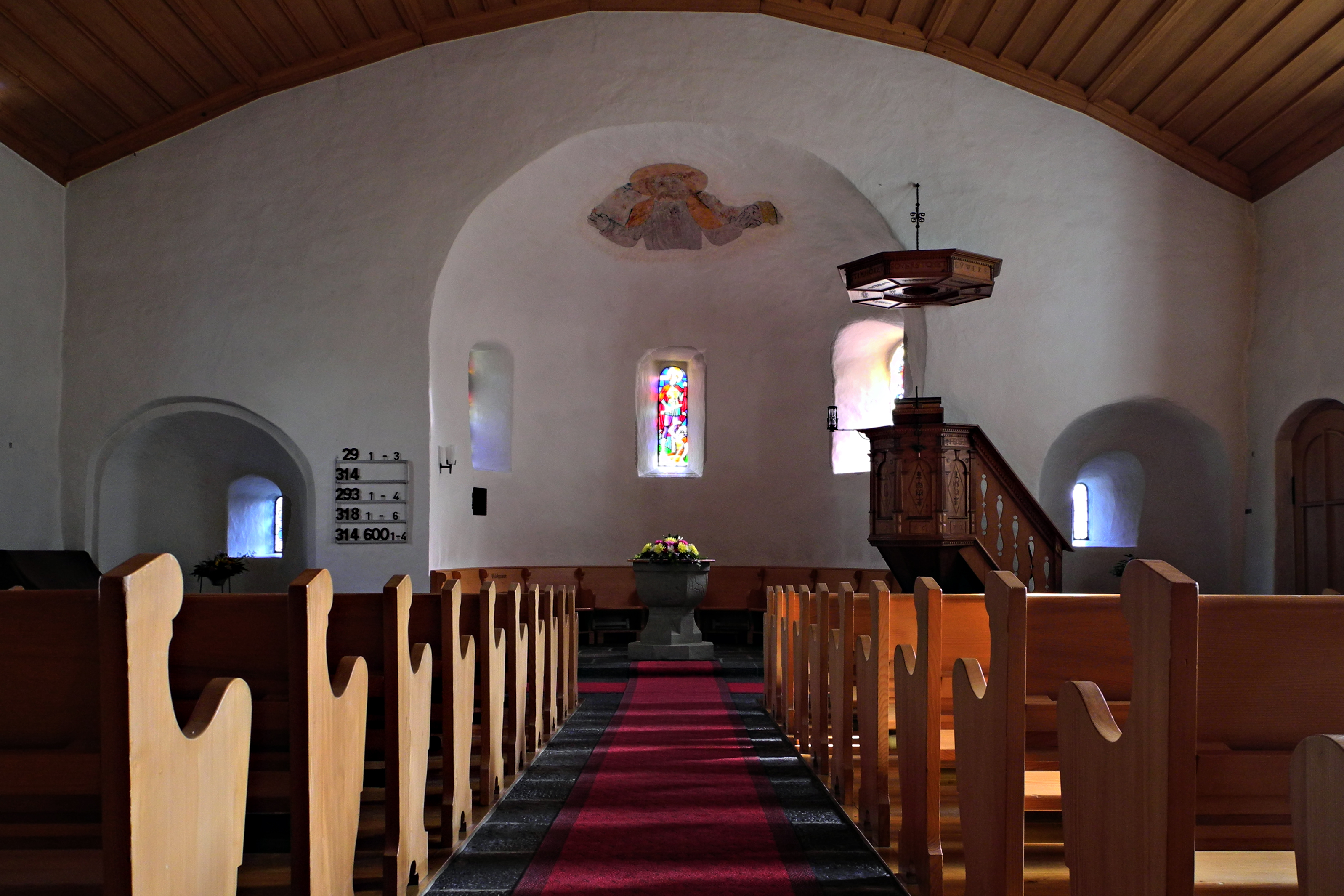
마을 교회 내부, 성가대쪽
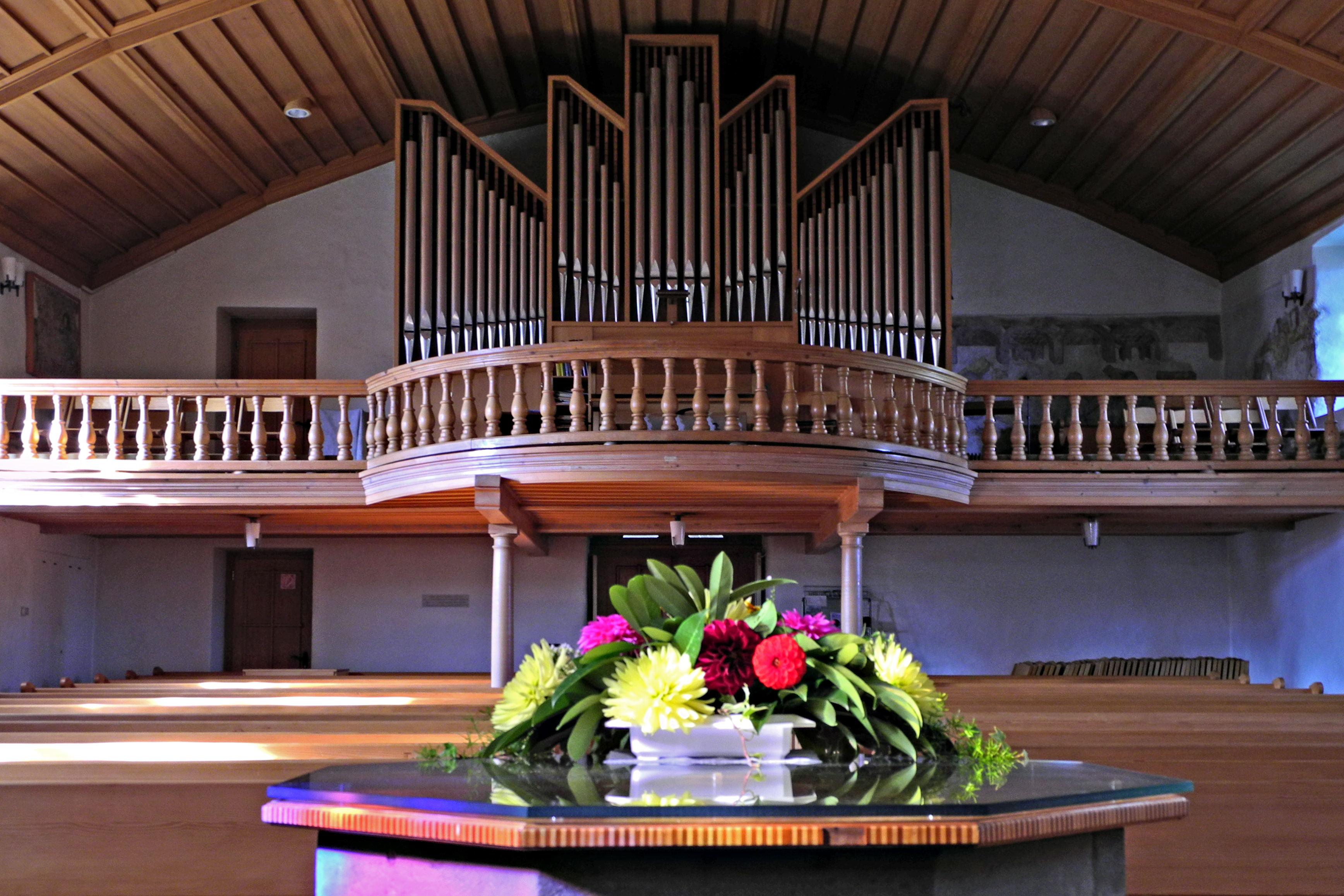
마을 교회 내부, 뒤쪽
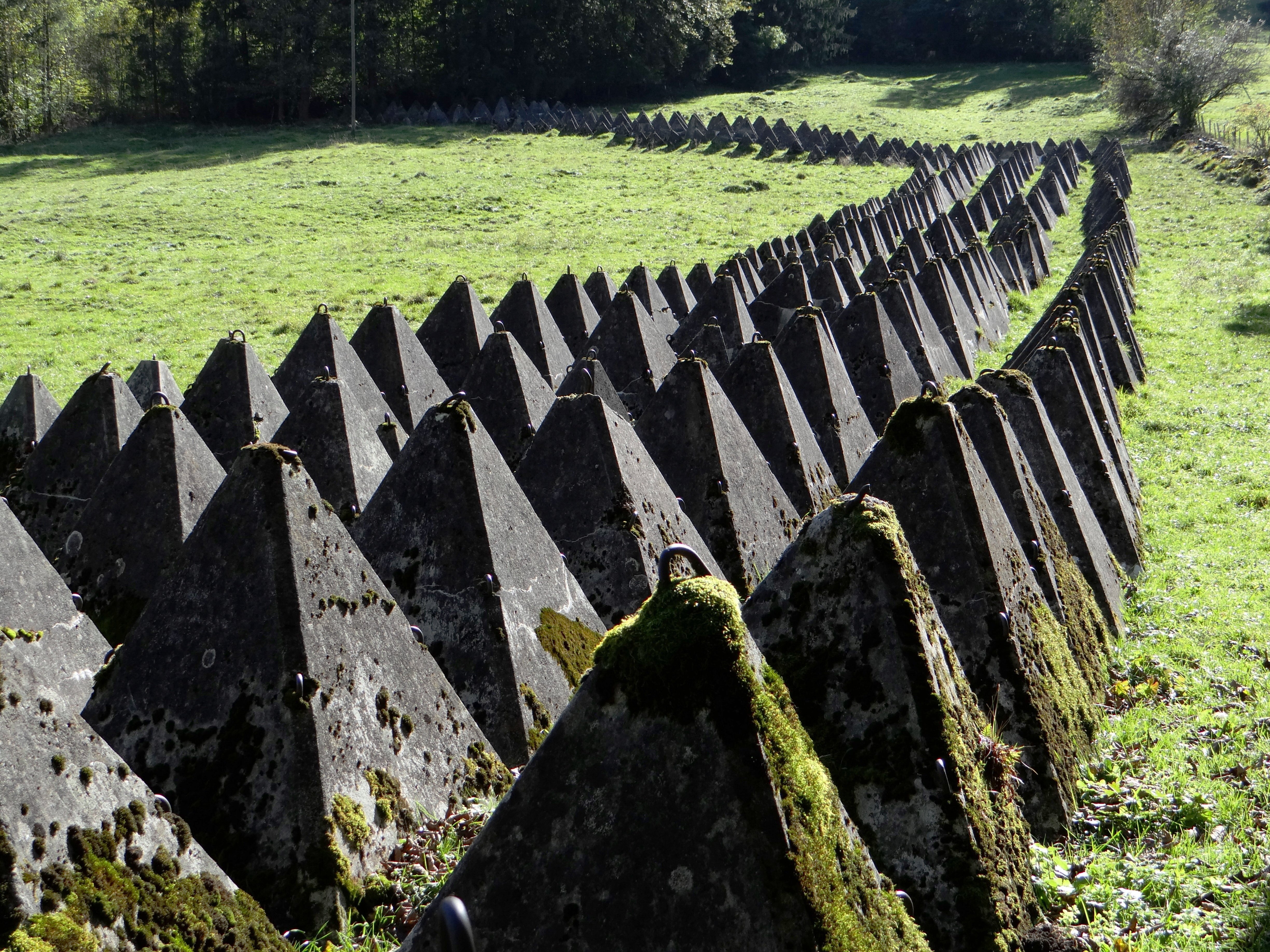
비미스의 레치 슈피시 요새 유적지
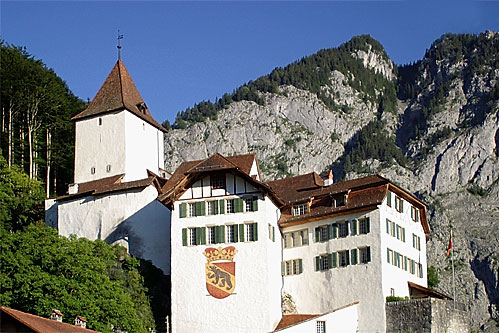
비미스성

## 정치
2011년 연방 선거에서 가장 인기 있는 정당은 42.3%의 득표율을 기록한 스위스인민당(SVP) 이었다. 그 다음으로 인기 있는 3개 정당은 보수민주당(BDP) (16.8%), 사회민주당(SP) (12.3%), 복음주의인민당(EVP) (5.2%)이었다. 이번 연방 총선에서는 총 920표가 나왔고, 투표율은 50.2%였다.

## 경제
2011년 현재 비미스의 실업률은 1.88%이다. 2008년 기준으로 시정촌에 고용된 사람은 총 1,081명이다. 이 중 1차 경제 부문에 90명이 고용되었고, 이 부문에 약 29개 기업이 참여했다. 683명이 2차 부문에 고용되었고, 이 부문에 40개의 기업이 있었다. 308명이 3차 부문에 고용되어 있으며, 이 부문에는 69개의 기업이 있다. 시정촌 주민은 1,133명으로 일정 정도 고용되었으며, 그중 여성이 전체 노동력의 39.0%를 차지하였다.
2008년에는 총 948개의 정규직에 상응하는 일자리가 있었다. 1차 부문의 일자리 수는 59개였으며, 그중 55개는 농업에, 4개는 임업 또는 목재 생산에 종사했다. 2차 부문의 일자리 수는 639개로 그 중 제조업 345개(54.0%), 광업 77개(12.1%), 건설 160개(25.0%)였다. 3차 부문의 일자리 수는 250개였다. 3차 부문에서 86개(34.4%)는 도소매 또는 자동차 수리업, 13 또는 5.2%는 물품의 이동 및 보관, 23개(9.2%)는 호텔 또는 레스토랑, 7개(2.8%)는 보험 또는 금융업이었다. 산업계는 20개(8.0%)가 기술 전문가 또는 과학자, 34개(13.6%)는 교육 분야, 26개(10.4%)는 의료 분야에 있었다.
2000년에는 시정촌으로 통근하는 근로자가 708명, 출퇴근한 근로자가 724명이었다. 지자체는 근로자의 순수출 지자체이며, 들어오는 1명당 약 1.0명의 근로자가 지자체를 떠나고 있다. 총 409명의 근로자(시 전체 근로자 1,117명의 36.6%)가 비미스에 거주하고 일했다. 근로인구의 15.1%가 출퇴근을 위해 대중교통을 이용하고, 55.6%가 자가용을 이용하였다.
2011년에 150,000CHF를 버는 비미스의 기혼 거주자(자녀 2명)에 대한 평균 지방 및 주 세율은 12.6%인 반면 미혼 거주자의 세율은 18.5%였다. 비교를 위해 같은 해 전체 주의 평균 비율은 14.2%와 22.0%인 반면 전국 평균은 각각 12.3%와 21.1%였다.
2009년에 지자체에는 총 989명의 납세자가 있었다. 그 중 272개가 연간 75,000CHF 이상을 벌었다. 1년에 15,000에서 20,000 사이를 버는 사람이 9명 있었다. 가장 많은 수의 근로자인 304명이 연간 50,000~75,000CHF를 벌었다. 비미스에 있는 75,000 CHF 이상 그룹의 평균 수입은 102,451 CHF인 반면, 스위스 전체의 평균은 130,478 CHF였다.
2011년에는 전체 인구의 5.5%가 정부로부터 직접적인 재정 지원을 받았다.

## 종교

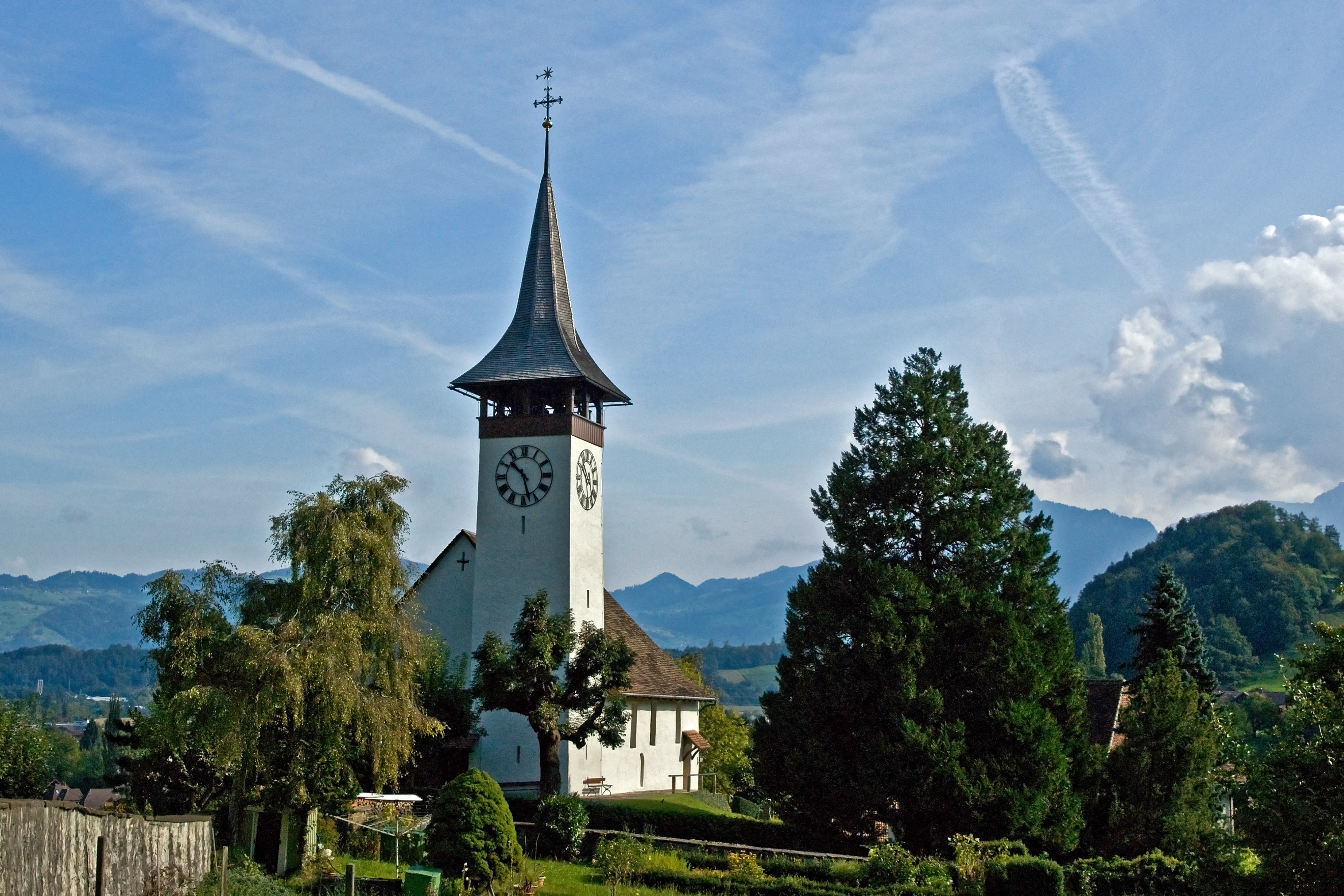
비미스성 교회

2000년 인구 조사에서 1,771명(76.5%)가 스위스 개혁 교회에 속했고, 211명(9.1%)이 로마 카톨릭에 속했다. 나머지 인구 중 정교회 교인이 15명 (0.65%), 크리스찬 가톨릭 교회 교인이 1명, 다른 기독교 교회에 속한 사람이 79명(3.41%) 있었다. 이슬람교는 44명(1.90%)이었다. 다른 교회에 소속된 2명의 개인이 있었다. 110명(4.75%)은 교회에 속하지 않고 불가지론자 또는 무신론자였다. 그리고 81명의 개인(3.50%)이 질문에 대답하지 않았다.

## 교통
비미스는 슈피츠-츠바이지멘선에 있으며, 비미스역과 아이펠트역에서 기차로 운행된다.

## 기후
1981년과 2010년 사이에 비미스는 연간 평균 138.8일의 비나 눈이 내렸고, 평균 강수량은 1,396mm였다. 가장 습한 달은 7월로 이 기간 동안 비미스는 평균 167mm의 비나 눈을 내렸다. 이달 동안 평균 강수량은 12.9일이었다. 강수량이 가장 많은 달은 6월로 평균 14.2일이었지만 비나 눈은 161mm에 불과했다. 일년 중 가장 건조한 달은 2월로 9.8일 동안 평균 강수량이 83mm이다.

## 교육
비미스에서는 인구의 약 59.8%가 비필수 고등교육을 이수했으며, 14.1%가 추가 고등교육(대학 또는 응용학문대학)을 이수했다. 인구 조사에 나와 있는 어떤 형태의 고등교육을 이수한 199명 중 74.9%가 스위스 남성, 20.1%가 스위스 여성, 4.0%가 비스위스계 남성이었다.
베른주 학교 시스템은 1년의 의무 없는 유치원, 6년의 초등학교를 제공한다. 이후 3년 동안의 의무적 중학교 과정을 거쳐 학생들을 능력과 적성에 따라 구분한다. 중학교 이하 학생들은 추가 학교에 다니거나 견습생으로 들어갈 수 있다.
2011-12학년도 동안 총 309명의 학생이 비미스의 수업에 참석했다. 시정촌에는 총 39명의 학생이 있는 2개의 유치원 수업이 있었다. 유치원생 중 10.3%는 스위스의 영주권 또는 임시 거주자(시민권 아님)였으며, 7.7%는 교실 언어와 다른 모국어를 사용한다. 지자체에는 7개의 초등 학급과 145명의 학생이 있었다. 초등학생 중 11.7%는 스위스의 영주권 또는 임시 거주자(시민권 아님)였으며, 10.3%는 교실 언어와 다른 모국어를 사용한다. 같은 해에 총 125명의 학생이 있는 7개의 중학교가 있었다. 스위스의 영주권자 또는 임시 거주자(시민이 아님)인 5.6%가 있었고 5.6%는 교실 언어와 다른 모국어를 사용했다.
2000년 현재, 시정촌의 모든 학교에 다니는 학생은 총 231명이다. 그중 138명은 지자체에 거주하여 학교에 다녔고 93명은 다른 지자체에서 왔다. 같은 해에 216명의 주민들이 시외 학교에 다녔다.
비미스에는 비미스 시립 도서관이 있다. 도서관은 (2008년 현재) 6,490권의 책 또는 기타 매체를 보유하고 있으며, 같은 해에 16,904권을 대출했다. 그 해에는 주당 평균 8시간씩 총 156일을 열었다.